# Бейзингсток-энд-Дин
Бейзингсток-энд-Дин (англ. Basingstoke and Deane) — неметрополитенский район (англ. non-metropolitan district) со статусом боро в графстве Гэмпшир (Англия). Административный центр — город Бейзингсток.

## География
Район расположен в северной части графства Гэмпшир, граничит с графством Беркшир.

## История
Первоначально район был образован как Бейзингсток 1 апреля 1974 года в результате объединения боро Бейзингсток и сельских районов (англ. Rural District) Бейзингсток и Кингсклер-энд-Уитчерч. 20 января 1978 года району был предоставлен статус боро, а название изменено на Бейзингсток-энд-Дин.

## Состав
В состав района входят 3 города:
- Бейзингсток
- Тадли
- Уитчерч

и 50 общин (англ. civil parish):